# アルギン酸プロピレングリコール
アルギン酸プロピレングリコール (propylene glycol alginate, PGA)は、乳化剤、安定剤および増粘剤に使われる食品添加物である。E番号はE405。化学的には昆布から得られるアルギン酸を、エステル化したものである。カルボキシル基のいくつかはプロピレングリコールとエステル化されており、いくつかはアルカリで中和され、またいくつかは遊離カルボキシル基のままである。